# Мичуринец (платформа)
Мичу́ринец — остановочный пункт Киевского направления Московской железной дороги в городе Москве. Первый на линии на территории Новой Москвы.

## Описание
Платформа расположена на территории поселения Внуковское Новомосковского административного округа. Открыта в 1949 году. Прежнее название — 21 км, связано с тем, что платформа находится на расстоянии 21 километра к юго-западу от Киевского вокзала.
Остановочный пункт состоит из двух платформ — островной и боковой, соединённых подземным переходом, где расположена билетная касса и турникеты. До запуска линии МЦД-4 на «Мичуринце» обычно останавливались электрички на Лесной Городок, Апрелевку, Бекасово и Нару; не останавливались почти все электрички от/до станции Малоярославец и почти все электрички от/до Калуги I. Время движения от Киевского вокзала составляло 28-30 минут.
К северу находятся дачный посёлок Мичуринец и городок писателей Переделкино. К западу по обе стороны путей — Баковский лес. В нескольких метрах к востоку от платформы находится небольшая лыжная станция. К югу — поле, в 5 минутах ходьбы — речка Алёшинка. За 15 минут от платформы можно дойти до окраины жилых массивов района Ново-Переделкино, улиц Лукинской и Федосьино. Рядом с дачным поселком Мичуринец находится дом-музей Булата Окуджавы.
Недалеко от платформы, в середине — конце прошлого[какого?] века находилась лыжная база ДСО «Локомотив».
8 июня 2017 года в районе платформы под электропоездом погибла Юлия Леонидовна Хрущёва, внучка Никиты Хрущёва.
17 марта 2019 года начались работы по реконструкции остановочного пункта. Работы ведутся в рамках строительства 3 и 4 главных путей на участке Москва — Апрелевка. Обновлённая платформа открылась 8 сентября 2020 года.
В 2023 году в связи с запуском линии МЦД-4 остановочный пункт обслуживает только поезда МЦД-4. Для посадки на поезд, следующий до Киевского вокзала или в сторону дальнего пригорода, необходимо доехать до станций Апрелевка, Переделкино, Очаково I, Аминьевская или Минская и выполнить пересадку.

## Наземный общественный транспорт
На этой станции можно пересесть на следующие маршруты городского пассажирского транспорта:
- Автобусы: 166, 255